# بيكي نيوتن
ريبيكا سارة (بالإنجليزية: Becki Newton) «بيكي» نيوتن (4 يوليو 1978) هي الممثلة الاميركية المعروفة عن دورها في سلسلة تلفزيونية بيتي القبيحة.

## روابط خارجية
- بيكي نيوتن على موقع IMDb (الإنجليزية)
- بيكي نيوتن على موقع ألو سيني (الفرنسية)
- بيكي نيوتن على موقع ميوزك برينز (الإنجليزية)
- بيكي نيوتن على موقع أول موفي (الإنجليزية)
- بيكي نيوتن على موقع إن إن دي بي (الإنجليزية)
- بيكي نيوتن على موقع قاعدة بيانات الفيلم (الإنجليزية)
- بيكي نيوتن على موقع كينوبويسك (الروسية)